# 西尾徳
西尾 徳（にしお とく、1939年〈昭和14年〉9月12日 - 2005年〈平成17年〉7月19日）は、日本の俳優、声優。岐阜県出身。

## 人物
岐阜県立恵那高等学校卒業。1959年（昭和34年）に劇団創作劇場に所属。その後、土の会、三光事務所、かぶらぐるっぺ、俳優企画を経て1968年（昭和43年）に東京俳優生活協同組合に移籍。
声種はバリトン。
趣味は映画鑑賞。好きなものは戦車。
2005年（平成17年）7月19日、65歳で死去。

### 『ゲッターロボ』関連
『ゲッターロボ大全』ではゲッターチームで唯一、口頭でインタビューに答えた。西尾自身も自分が演じた数少ないヒーローとして巴武蔵に愛着を持っていた。晩年のインタビューであったがいまだにゲッター3の超合金を持っていることや「ゲッター3に乗ったムサシを演じてると自分が強くなった気がするんですよね」とも語っている。「今に比べればムサシの年齢に近かったので素直にムサシに共感出来て演じ易かった」と答えている。また「戦車好きなのでゲッター3のキャタピラが好き」とも独自の感想を述べている。「早乙女博士役の富田耕生さんには随分、役者としての心構えみたいなところまでご指導して頂きました」とも語っている。

## 後任
西尾の死後、持ち役を引き継いだ人物は以下の通り。
| 後任・代役 | キャラクター名     | 概要作品                           | 後任・代役の初担当作品       |
| ---------- | ------------------ | ---------------------------------- | ---------------------------- |
| 塩屋浩三   | ハワード・タブマン | マペットシリーズ                   | マペットのメリー・クリスマス |
| 松本大     | ミスター・ポポ     | ドラゴンボールシリーズ             | ドラゴンボールZ3             |
| 川津泰彦   | ミスター・ポポ     | ドラゴンボールシリーズ             | ドラゴンボール改 第5話       |
| 中博史     | 南の界王           | ドラゴンボールシリーズ             | ドラゴンボール改 第101話     |
| 麻生智久   | レスリー・ラシッド | スーパーロボット大戦シリーズ       | 第2次スーパーロボット大戦OG  |
| 田中英樹   | 巨人のウィリー     | ファン・アンド・ファンシー・フリー | WOWOW版追加収録部分          |

## 出演（俳優）

### テレビ番組
- ぼくのまち わたしのまち（1982年） - おとうさん

### テレビドラマ
- 忍者部隊月光（1965年） - 人夫、マキューラ団員
- マグマ大使 第18話「生き人形の怪」（1966年） - 作業員
- 特別機動捜査隊 第338話「狂った季節」（1968年、NET・東映） - 精神病院の医務官B
- おれは男だ!（1971年）
- サンダーマスク（1972年） - 漫画家・夢野
- アイアンキング（1973年） - 団地の住民
- 白い影（1973年、TBS） - 産科の男
- ありがとう 第3シリーズ 第1話（1973年） - 運送屋
- 子連れ狼 第26話「大五郎絶唱」（1973年） - 吾作
- 雑居時代 第8話「親父だけが知っている」（1973年） - 小学校教師[注釈 2]
- 流星人間ゾーン 第15話「沈没! ゴジラよ東京を救え」（1973年） - ミツルの父
- 隠密剣士突っ走れ! 第8話「爆弾人間を倒す信太郎」（1974年）
- 水もれ甲介 第19話「おひかえなすって!」（1975年） - 警察官
- がんばれ!!ロボコン 第29話「ドンジャブリ！裸で話せばケンカもなおる」（1975年） - 中原の父
- 太陽にほえろ!
  - 第187話「愛」（1976年） - レコードショップ店長
  - 第321話「朝顔」（1978年） - 工事現場作業員
  - 第430話「東京大追跡」（1980年） - キャッシュサービスの利用客
  - 第632話「恐ろしい」（1985年） - 一越観光社長
  - 第670話「ドック潜入! 泥棒株式会社」（1985年） - 村上
- 俺はあばれはっちゃく 第39話「逃げろヒトミちゃん㋪作戦」（1979年 ANB / 国際放映） - 写真店店主
- 熱中時代 教師編 第2シリーズ（1980年） - 若葉台小学校教諭
- 走れ!熱血刑事 第17話「怒りの十五年」（1981年） - 銭湯主人
- 天皇の料理番 第12話「水飴とかけがえのない女」（1981年） - 佐々木
- 太陽戦隊サンバルカン 第25話「ドッキリ海蛇の穴」（1981年） - 松原正助
- 天まであがれ! パート1 第13話（1982年） - 運転手
- 新五捕物帳（1982年） - 大工のとめ
- ロボット8ちゃん 第52話「さらば! またあう日まで」（1982年） - 泥棒・七兵衛
- 大戦隊ゴーグルファイブ 第41話「変身パパの大冒険」（1982年） - レポーター
- バッテンロボ丸 第10話「神様がスーパーカーでやってくる!!」（1982年） - 大泥棒・石川五右衛門
- 家政婦は見た!（1983年）
- 事件記者チャボ!
  - 第1話「チャボが大騒ぎでやってきた」（1983年） - 男四
  - 第20話「チャボの危険がいっぱい…!」（1984年） - 運転手
- 宇宙刑事シャイダー 第4話「犬になった子供達」（1984年） - 森下源次郎
- 私鉄沿線97分署 第5話「ご近所だからデスマッチ」（1984年） - 粕谷の隣人
- 春の波涛（1985年） - 警官
- 花嫁人形は眠らない（1986年） - おでん屋の常連客
- おもいっきり探偵団 覇悪怒組（1987年） - 城金研介
- 大都会25時（1987年）
- はぐれ刑事純情派 第1シリーズ 第17話「貸倉庫に眠る花嫁」（1988年） -　警備員
- 晴のちカミナリ（1989年）
- 機動刑事ジバン 第13話「哀しみの少年を救え」（1989年） - 二階堂
- 魔法少女ちゅうかなぱいぱい! 第21話「東大の家庭科」（1989年） - 裏口入学を勧めるブローカー
- 松本清張の老春（1990年）
- 不思議少女ナイルなトトメス 第50話「サンタを信じる」（1991年） - 本物のサンタクロース
- 特捜ロボ ジャンパーソン 第15話「翼をすてた天使」（1993年） - 荘伸鐵所社長
- 忍者戦隊カクレンジャー 第9話「ドッキリ生中継」（1994年） - クイズ番組の司会者

### CM（俳優）
- 日通工「POSシステム」（1985年）
- バンダイ「ファミリートレーナーエアロビスタジオ」（1987年）

## 出演（声優）
太字はメインキャラクター。

### テレビアニメ
出演時期不明
- サザエさん

1967年
- かみなり坊やピッカリ・ビー
- 新ジャングル大帝 進めレオ!
- 冒険ガボテン島（ゴリ）
- リボンの騎士（オヤジ）

1968年
- 怪物くん (モノクロアニメ)（ゴリラキング、エレキドン）
- ファイトだ!!ピュー太（関西の親分）

1970年
- あしたのジョー（1970年 - 1971年、マンモス西〈西寛一〉）

1971年
- 天才バカボン

1973年
- 侍ジャイアンツ（1973年 - 1974年、大砲万作）
- ジャングル黒べえ

1974年
- ゲッターロボ（1974年 - 1975年、ムサシ）
- 小さなバイキングビッケ（ファクセ）
- ど根性ガエル
- ドロロンえん魔くん

1975年
- はじめ人間ギャートルズ
- フランダースの犬（牛乳集配人）
- わんぱく大昔クムクム（ゴロン）
- 勇者ライディーン（メガネ先生）

1977年
- 氷河戦士ガイスラッガー

1978年
- 一休さん
- 宇宙魔神ダイケンゴー（アニケ）
- 女王陛下のプティアンジェ（ジミー）
- ペリーヌ物語（イーリア）
- 野球狂の詩（金太郎、佐々木）
- 星の王子さま プチ・プランス（ガムトン）

1979年
- まんが猿飛佐助（三好清海入道）
- ドラえもん（テレビ朝日版第1期）
- 未来ロボ ダルタニアス（教育ロボ）

1980年
- 怪物くん（テレビ朝日版）（六右衛門 他）
- こぐまのミーシャ（ウルフ）
- ニルスのふしぎな旅（太陽）
- 森の陽気な小人たちベルフィーとリルビット（メイモンド村長）
- ルパン三世 (TV第2シリーズ)

1981年
- 海底大戦争 愛の20000マイル（ジム）
- 最強ロボ ダイオージャ
- まいっちんぐマチコ先生（王様）

1982年
- おちゃめ神物語コロコロポロン（テューボーン）
- 新・ど根性ガエル
- 逆転イッパツマン（大飯従業員）

1983年
- 亜空大作戦スラングル（ベビーフェイス）
- イタダキマン（校長）
- ストップ!! ひばりくん!（1983年 - 1984年、子分政二）
- フクちゃん（大きな犬）

1984年
- 機甲界ガリアン（ウィリアム）
- 宗谷物語（安岡）
- Dr.スランプ アラレちゃん
- 牧場の少女カトリ（運送会社の係員）

1985年
- おねがい!サミアどん（海賊の親分、アラブの大金持ち）
- プロゴルファー猿（1985年 - 1987年、コング拳）

1986年
- ゲゲゲの鬼太郎（第3作）（1986年 - 1987年、又五郎鬼、ホテル社長、フランケン、団十郎狸、赤頭）

1987年
- シティーハンター（松井、小倉）
- 新メイプルタウン物語 パームタウン編（所長）
- ドテラマン（ロッジの主人）
- 北斗の拳2（修羅）

1988年
- 闘将!!拉麵男（クロス、ムンタ）
- ドラゴンボール（ミスター・ポポ）
- ビックリマン（断層魔、たぬ鬼）

1989年
- 悪魔くん（象人、四賢人〈成長期〉、八仙人）
- 美味しんぼ（1989年 - 1991年、大谷、ボブ・ホーナー）
- 手塚治虫物語 ぼくは孫悟空（ハッカイ）
- ドラゴンボールZ（1989年 - 1993年、ミスター・ポポ、南の界王）

1990年
- 藤子不二雄Aの夢魔子（男熊雄介）
- RPG伝説ヘポイ（ウルセイ象）

1991年
- 絶対無敵ライジンオー（デッドベア、ユラース）
- チエちゃん奮戦記 じゃりン子チエ（鰻谷）
- YAWARA!（1991年 - 1992年、犀藤）

1992年
- 楽しいムーミン一家 冒険日記（学園長）
- 笑ゥせぇるすまん（甘絵泰治）

1993年
- 忍たま乱太郎（トモミのパパ）
- 無責任艦長タイラー（ロナワー）

1995年
- ヤンボウ ニンボウ トンボウ（ブタ王）

1996年
- きこちゃんすまいる（サンタクロース）
- ドラゴンボールGT（1996年 - 1997年、ポポ）
- YAWARA! Special ずっと君のことが…。（犀藤）

1997年
- クレヨンしんちゃん（会長）
- みどりのマキバオー（ムハンマド）

1998年
- 剣風伝奇ベルセルク（コンラッド）
- ドクタースランプ（宇宙コング）

2000年
- 名探偵コナン（馬場刑事）

### 劇場アニメ
1975年
- グレートマジンガー対ゲッターロボ（ムサシ）
- グレートマジンガー対ゲッターロボG 空中大激突（ムサシ）

1981年
- ドラえもん ぼく、桃太郎のなんなのさ（村人）

1984年
- 地球物語 テレパス2500（ジルコン）

1986年
- アリオン（ギド）
- ゲゲゲの鬼太郎 妖怪大戦争（フランケン）
- プロゴルファー猿 スーパーGOLFワールドへの挑戦!!（コング拳）

1987年
- ダーティペア（ブルーノ）

1989年
- 悪魔くん（象人）

1990年
- 悪魔くん ようこそ悪魔ランドへ!!（象人）
- ドラえもん のび太とアニマル惑星（ニムゲの男）

1992年
- ドラゴンボールZ 激突!!100億パワーの戦士たち（ミスターポポ）

1995年
- ドラゴンボールZ 復活のフュージョン!!悟空とベジータ（南の界王）

### OVA
- 風と木の詩 SANCTUS -聖なるかな-（1987年、校長）
- ロボットカーニバル 明治からくり文明奇譚〜紅毛人襲来之巻〜（1987年、大丸）
- Crying フリーマン（1988年、小愛道）
- 銀河英雄伝説（1991年、ヴィオラ大佐）
- 世界の光 親鸞聖人（1992年、蓮位房）
- ドラゴンボールZ外伝 サイヤ人絶滅計画（1993年、ミスターポポ）
- レジェンド・オブ・クリスタニア（1996年、ウルス）

### ゲーム
- ドラゴンボールZ 真サイヤ人絶滅計画 -地球編-（1994年、ポポ）
- YAWARA!2（1994年）
- スーパーロボット大戦コンプリートボックス（1999年、巴武蔵、レズリー・ラシッド、山賊）
- スーパーロボット大戦α for Dreamcast（1999年、巴武蔵）
- スーパーロボット大戦α（2000年、巴武蔵）
- スーパーロボット大戦α外伝（2001年、巴武蔵）
- 第2次スーパーロボット大戦α（2003年、巴武蔵）
- ドラゴンボールZ（2003年、ミスター・ポポ）
- スーパーロボット大戦A PORTABLE（2008年、巴武蔵） ※ライブラリ出演

### 吹き替え

#### 映画
不明
- ホリデーロード4000キロ（ラス〈ジョン・キャンディ〉）

1972年
- アラモ（アイリッシュ・フィン中尉）※テレビ朝日版

1976年
- フランケンシュタインの怒り（怪物〈キウイ・キングストン〉）※日本テレビ版

1977年
- 七人の特命隊（ボガード〈ヘラクレス・コルテス〉）※フジテレビ版

1980年
- スター・ウォーズ エピソード5/帝国の逆襲（ヴェンカ中尉）※劇場公開版（DVDリミテッドエディション収録）

1982年
- 1941（フォーリー上等兵〈ジョン・キャンディ〉）※TBS版

1985年
- コナン・ザ・グレート ※日本テレビ版

1988年
- ドラゴンキッド 少女戦士'88

1989年
- 007/消されたライセンス（シャーキー〈フランク・マクレー〉、ピットボス）※ANA機内上映版

1990年
- ヘンゼルとグレーテル（パン屋〈ウォーレン・ファイギン〉、男1）
- メル・ブルックスの大脱走（ラビッチ〈ジョージ・ゲインズ〉、ドイツ兵5、ドイツ兵14）※TBS版（DVD収録）

1991年
- カナディアン・エクスプレス ※ソフト版
- バカルー・バンザイの8次元ギャラクシー（ジョン・ビッグブーテ〈クリストファー・ロイド〉）※テレビ東京版

1992年
- イウォーク・アドベンチャー（チュカ・トロック）※VHS版

1993年
- ボディ・ターゲット ※ソフト版

1994年
- カナディアン・エクスプレス（ケラー〈B・A・スミッティ・スミス〉） ※フジテレビ版

1996年
- 刑事ジョー ママにお手上げ ※フジテレビ版

1997年
- メン・イン・ブラック（巡査〈マイケル・ゴールドフィンガー〉） ※ソフト版

1998年
- ゴーン・フィッシン'

#### ドラマ
- コンバット!（1967年）
- 刑事コロンボ
  - 二枚のドガの絵（1972年、サム・フランクリン）
  - ロンドンの傘（1973年、ジョーンズ蝋人形館の主人、舞台役者）
  - 断たれた音（1973年、フレッド）

#### アニメ
- 新トムとジェリー（1976年、ブルドッグ、博物館の館長）
- タンタンの冒険
- ミッキーのクリスマスキャロル（1989年、ラット、巨人のウィリー）※BVHE版
- ミッキーと豆の木（1990年、巨人のウィリー）
- チップとデールの大作戦（1990年、ディム・サン、ニッケル）
- 西遊記 孫悟空対白骨婦人（1991年、猪八戒）
- ファン・アンド・ファンシー・フリー（1995年、巨人のウィリー）
- ハウス・オブ・マウス（2002年、巨人のウィリー）
- ミッキーのクリスマスキャロル（2002年、巨人のウィリー）※DC版

### 特撮（声優）
1972年
- 超人バロム・1（再生ハサミルゲの声）

1973年
- キカイダー01（公害ナマズの声）

1974年
- イナズマンF（ハサミデスパーの声）

1975年
- アクマイザー3（ドグラーの声）

1977年
- 秘密戦隊ゴレンジャー

1981年
- 太陽戦隊サンバルカン（カニモンガーの声、メカメカモンガーの声、ボクサーモンガーの声、ファイターモンガーの声）
- ロボット8ちゃん（ヤキソーラの声）

1982年
- 宇宙刑事ギャバン（オオマダコモンスターの声 他）
- 大戦隊ゴーグルファイブ（トリモズーの声、カマキリモズーの声 他）
- バッテンロボ丸（ポチザウルスの声 他）

1983年
- 宇宙刑事シャリバン（ガマゴン大王の声、魔怪獣ボクサービーストの声 他）
- 科学戦隊ダイナマン（カニシンカの声、ジェットムササビの声 他）
- 劇場版 バッテンロボ丸（ポチザウルスの声、ちょうちんお化けの声）
- ペットントン（ゴリラの声）

1984年
- 宇宙刑事シャイダー（不思議獣の声）
- 星雲仮面マシンマン（鉄人モンスの声）

1985年
- 勝手に!カミタマン（お月さまの声、クーラーの声、おしんこの声）
- 巨獣特捜ジャスピオン（巨獣マリゴスの声、ガウデの声）
- 月曜ドラマランド ゲゲゲの鬼太郎（おっかむろの声、あみきりの声）
- 電撃戦隊チェンジマン（ゴームの声、ロガンの声、キーガの声、ドロンの声）

1986年
- 時空戦士スピルバン（ニュー戦闘機械人パンチャーの声）
- もりもりぼっくん（タコ大明神の声）

1987年
- 仮面ライダーBLACK
- 超人機メタルダー（ヨロイ軍団激闘士ベンKの声、モンスター軍団雄闘ガマドーンの声、機甲軍団暴魂アグミス2号の声 他）
- ゲゲゲの鬼太郎「妖怪奇伝魔笛エロイムエッサイム」（一反木綿の声）

1988年
- 劇場版 仮面ライダーBLACK 恐怖!悪魔峠の怪人館（ツノザメ怪人の声）
- 仮面ライダーBLACK RX（怪魔ロボット・ガンガディンの声、怪魔異生獣ドグマログマの声、怪魔ロボット・ネックスティッカーの声、怪魔異生獣マットボットの声、怪魔異生獣バルンボルンの声）
- 世界忍者戦ジライヤ（鳥忍カラス天狗の声、祭忍ギュウマの声、鉄忍ガメッシュの声、特殊忍者群・火の声 他）
- 超獣戦隊ライブマン（ドクガスヅノーの声、ブタヅノーの声）

1989年
- 機動刑事ジバン（スカンクノイドの声、リュウノイドの声、ライギョノイドの声、コブラノイドの声）
- 高速戦隊ターボレンジャー（ダンゴボーマの声、オニボーマの声、シゴキボーマの声）

1990年
- 地球戦隊ファイブマン（トドルギンの声、銀河怪獣カイジュルギンの声、サザエマジロギンの声）

1991年
- 鳥人戦隊ジェットマン（ボイスジゲンの声、アリバズーカの声、レーザートカゲの声）
- 特救指令ソルブレイン（ゲームマシンの怪物の声）

1992年
- 恐竜戦隊ジュウレンジャー（ドーラキルケの声、ドーラブーガラナンの声、ドーラガンロックの声）
- 大予言/復活の巨神（キャブの声）

1993年
- 五星戦隊ダイレンジャー（鏡化粧師の声）

1994年
- ブルースワット（リーガの声）

1995年
- 重甲ビーファイター（合成獣ブーブーブーの声）
- 超力戦隊オーレンジャー（バラバキュームの声）

### 人形劇
- こどもにんぎょう劇場
  - ブレーメンの音楽隊（犬）
  - うさぎとかめ
- ピコピコポン（ドコドン / レフトダルー）
- ばくさんのかばん
- フラグルロック
- マペット・ショー
- マペット放送局（ハワード・タブマン）

### CD
- 鳥人戦隊ジェットマン スーパーアクションサウンド（ギロチンコウモリ）

### ナレーション
- ダウトをさがせ!（TBS）

### バラエティ
- ワンツージャンプ!（1976年 - 1978年、TBS） - 司会[25]
- 世界まるごとHOWマッチ（声の出演、TBS）

### 歌謡番組
- 火曜歌謡ビッグマッチ（TBS）

### CM（声優）
- サンスター文具 アーム筆入
- パンアメリカン航空（力士の声、出演・柳生博、1983年）
- マクドナルド（グリマス〈初代〉）
- はごろもフーズ　あさりと野菜ソース「ソロ編」・「輪唱編」（ナレーション）
- 亀田製菓 海苔ピーパック（犬の声、1996年）